# Super Bowl XI
Super Bowl XI je bio završna utakmica 57. po redu sezone nacionalne lige američkog nogometa. U njoj su se sastali pobjednici NFC konferencije Minnesota Vikingsi i pobjednici AFC konferencije Oakland Raidersi. Pobijedili su Raidersi rezultatom 32:14, te tako osvojili svoj prvi naslov prvaka.
Utakmica je odigrana na stadionu Rose Bowl u Pasadeni u Kaliforniji, kojoj je to bilo prvo domaćinstvo Super Bowla.

## Tijek utakmice
| Četvrtina | Vrijeme | Momčad | Informacija o promjeni rezultata                                               | Rezultat | Rezultat |
| Četvrtina | Vrijeme | Momčad | Informacija o promjeni rezultata                                               | Vikings  | Raiders  |
| --------- | ------- | ------ | ------------------------------------------------------------------------------ | -------- | -------- |
| 2         | 14:12   | OAK    | field goal (Mann)                                                              | 0        | 3        |
| 2         | 7:10    | OAK    | touchdown dodavanjem (Stabler-Casper), uspješan pokušaj za dodatni poen (Mann) | 0        | 10       |
| 2         | 3:33    | OAK    | touchdown probijanjem (Banaszak), promašen pokušaj za dodatni poen             | 0        | 16       |
| 3         | 5:16    | OAK    | field goal (Mann)                                                              | 0        | 19       |
| 3         | 0:47    | MIN    | touchdown dodavanjem (Tarkenton-White), uspješan pokušaj za dodatni poen (Cox) | 7        | 19       |
| 4         | 7:39    | OAK    | touchdown probijanjem (Banaszak), uspješan pokušaj za dodatni poen (Mann)      | 7        | 26       |
| 4         | 5:43    | OAK    | touchdown nakon osvojene lopte (Brown), promašen pokušaj za dodatni poen       | 7        | 32       |
| 4         | 0:25    | MIN    | touchdown dodavanjem (Lee-Voigt), uspješan pokušaj za dodatni poen (Cox)       | 14       | 32       |

## Statistika utakmice

### Statistika po momčadima
| Statistika                                                      | Minnesota Vikings | Oakland Raiders |
| --------------------------------------------------------------- | ----------------- | --------------- |
| Prvih pokušaja                                                  | 20                | 21              |
| Ukupno osvojenih jardi                                          | 353               | 429             |
| Broj napada probijanjem                                         | 26                | 52              |
| Ukupno jardi osvojenih probijanjem                              | 71                | 266             |
| Broj napada s kompletiranim dodavanjem/ukupno napada dodavanjem | 24/44             | 12/19           |
| Ukupno jardi osvojenih dodavanjem                               | 282               | 163             |
| Izgubljenih lopti                                               | 3                 | 0               |
| Prekršaji (izgubljenih jardi)                                   | 2 (25)            | 4 (30)          |
| Vrijeme posjeda lopte (min:s)                                   | 26:33             | 33:27           |

### Statistika po igračima
| Quarterback          | Dodavanja* | Yds** | TD*** | Int**** |
| -------------------- | ---------- | ----- | ----- | ------- |
| Fran Tarkenton (MIN) | 17/35      | 205   | 1     | 2       |
| Ken Stabler (OAK)    | 12/19      | 180   | 1     | 0       |

Napomena: * - broj kompletiranih dodavanja/ukupno dodavanja, ** - ukupno jardi dodavanja, *** - broj touchdownova (polaganja), **** - broj izgubljenih lopti